# برومبال

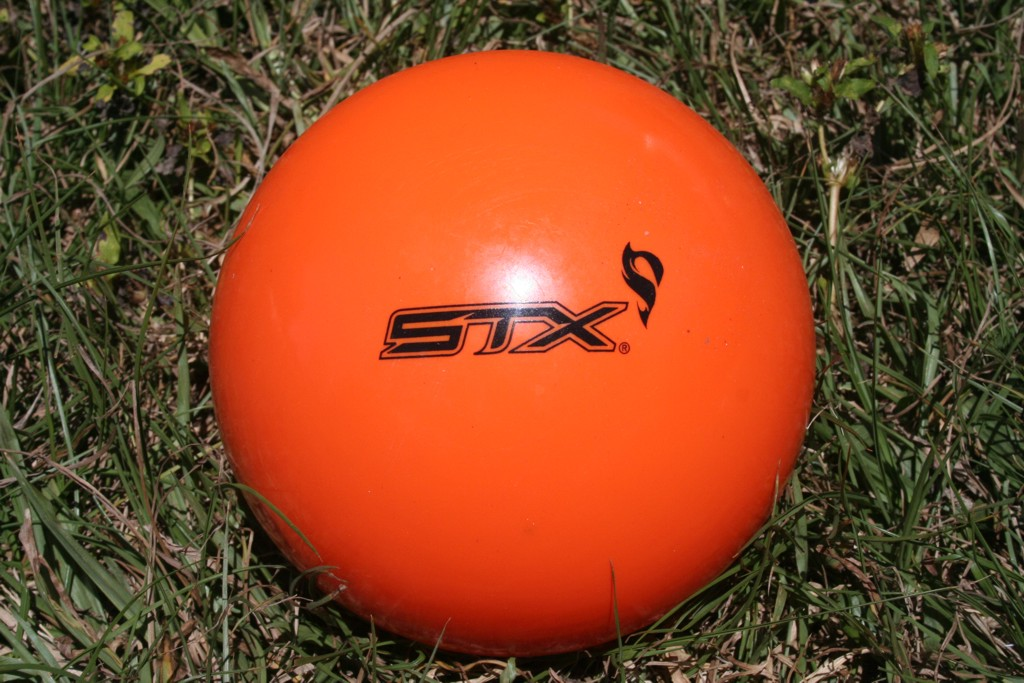
توپ مخصوص برومبال

برومبال (به انگلیسی: Broomball) ورزشی از دسته ورزش‌های هاکی می‌باشد  که اولین بار در کانادا انجام شد. این ورزش را می‌توان در داخل سالن یا در محیط بیرون انجام داد. این ورزش در کشورهای ژاپن، استرالیا و ایالات متحده ی آمریکا نیز در حال رشد می‌باشد  و طرفدارانی نیز دارد.